# Павлов, Ефим Митрофанович
Ефим Митрофанович Павлов (17 января 1915, Заполицы, Владимирская губерния — 14 августа 1985, Москва) — советский военнослужащий, Герой Советского Союза, участник «десанта Ольшанского», стрелок 384-го отдельного батальона морской пехоты Одесской Военно-морской базы Черноморского флота, матрос. Почётный гражданин города Николаева.

## Биография
Родился 17 января 1915 года в селе Заполицы (ныне Суздальского района Владимирской области) в семье крестьянина. Русский. Член ВКП(б)/КПСС с 1944 года. Образование 7 классов. Работал завхозом в доме отдыха.
В Военно-Морском флоте с 1936 года. Участник советско-финской войны 1939—1940 годов.
На фронте в Великой Отечественной войне с 1941 года. Участвовал в обороне Одессы и Севастополя. Летом 1942 года матрос Павлов был ранен и эвакуирован в госпиталь в город Батуми. После излечения Павлов неоднократно принимал участие в десантных операциях. В феврале 1943 года он был бойцом десантного отряда Ц.Куникова, захватившим под Новороссийском плацдарм, названный «Малой Землёй». Участвовал в многочисленных боях на «Малой Земле».
Матрос Павлов с первых дней формирования 384-го отдельного батальона морской пехоты стал его бойцом. В составе батальона осенью 1943 года участвовал в освобождении городов Таганрога, Мариуполя и Осипенко (ныне Бердянск).

## Подвиг
Во второй половине марта 1944 года войска 28-й армии начали бои по освобождению города Николаева. Чтобы облегчить фронтальный удар наступающих, было решено высадить в порт Николаев десант. Из состава 384-го отдельного батальона морской пехоты выделили группу десантников под командованием старшего лейтенанта Константина Ольшанского. В неё вошли 55 моряков, 2 связиста из штаба армии и 10 сапёров. Проводником пошёл местный рыбак Андреев. Одним из десантников был матрос Павлов.
Двое суток отряд вёл кровопролитные бои, отбил 18 ожесточённых атак противника, уничтожив при этом до 700 солдат и офицеров врага. Во время последней атаки нацисты применили огнеметные танки и отравляющие вещества. Но ничто не смогло сломить сопротивление десантников, принудить их сложить оружие. Они с честью выполнили боевую задачу.
28 марта 1944 года советские войска освободили Николаев. Когда наступающие ворвались в порт, им предстала картина происшедшего здесь побоища: разрушенные снарядами обгорелые здания, более 700 трупов немецких солдат и офицеров валялись кругом, смрадно чадило пожарище. Из развалин конторы порта и каменного сарая вышло 6 уцелевших, едва державшихся на ногах десантников, в том числе и раненый матрос Павлов, ещё 2-х отправили в госпиталь. В развалинах конторы нашли ещё четверых живых десантников, которые не могли подняться: они умирали. Пали все офицеры, старшины, сержанты и многие краснофлотцы.
Весть об их подвиге разнеслась по всей армии, по всей стране. Верховный Главнокомандующий приказал всех участников десанта представить к званию Героя Советского Союза.
Указом Президиума Верховного Совета СССР от 20 апреля 1945 года за образцовое выполнение боевых заданий командования на фронте борьбы с немецкими захватчиками и проявленные при этом отвагу и геройство матросу Ефиму Митрофановичу Павлову было присвоено звание Героя Советского Союза с вручением ордена Ленина и медали «Золотая Звезда» (№ 5891).
После лечения в госпитале Павлов вернулся в свой батальон морской пехоты, в котором воевал до весны 1945 года.
После войны Е. М. Павлов в звании старшины демобилизовался. Жил в городе-герое Москве. Скончался 14 августа 1985 года. Похоронен в городе Москве на Ваганьковском кладбище (участок № 34).
В Николаеве в сквере имени 68-ми десантников установлен памятник. В посёлке Октябрьском на берегу Бугского лимана, откуда уходили на задание десантники, установлена мемориальная гранитная глыба с памятной надписью.
Награждён орденом Ленина, двумя орденами Отечественной войны 1-й степени, медалями. Удостоен звания «Почётный гражданин города Николаева».